# Brezylkowe

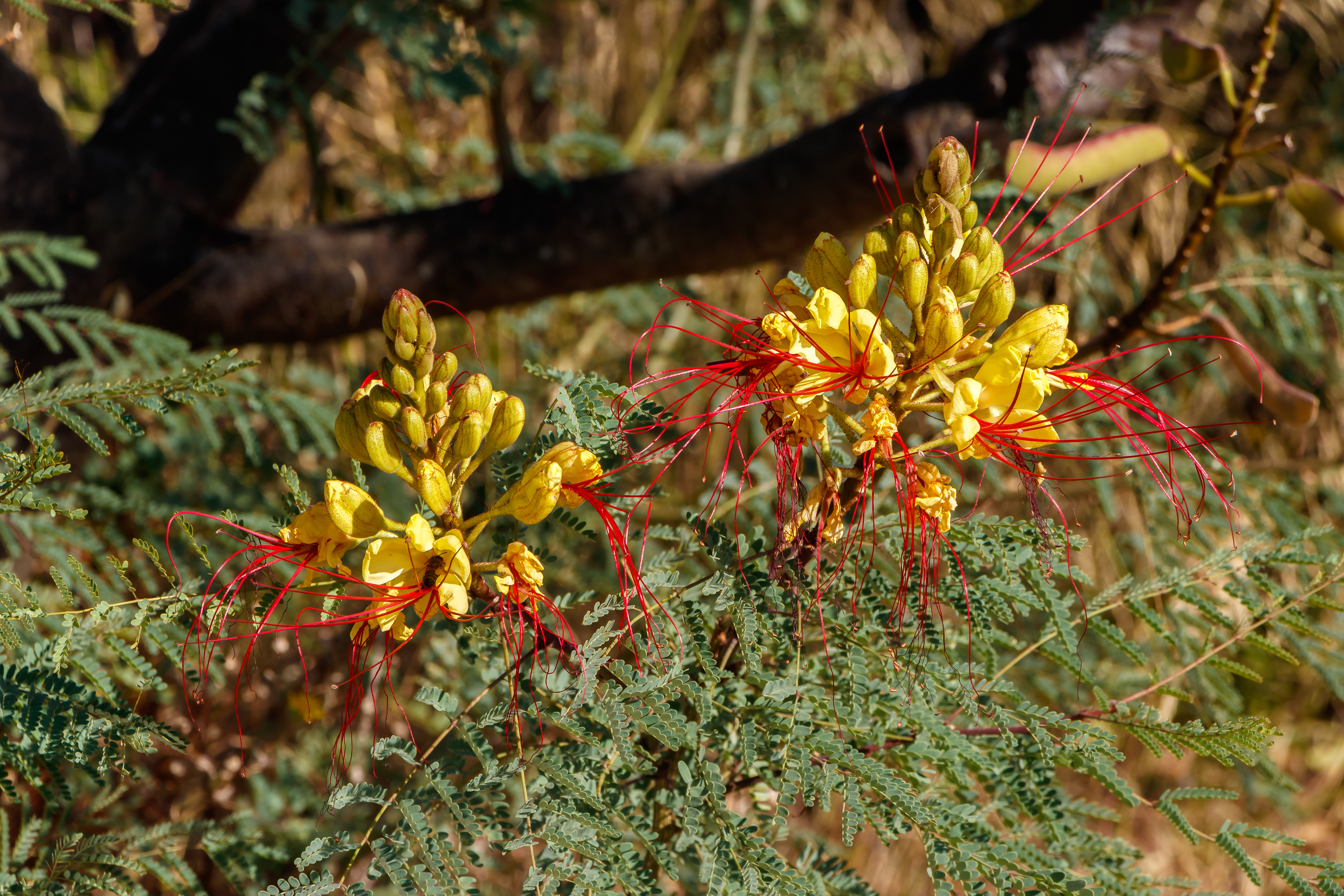
Caesalpina gilliesii

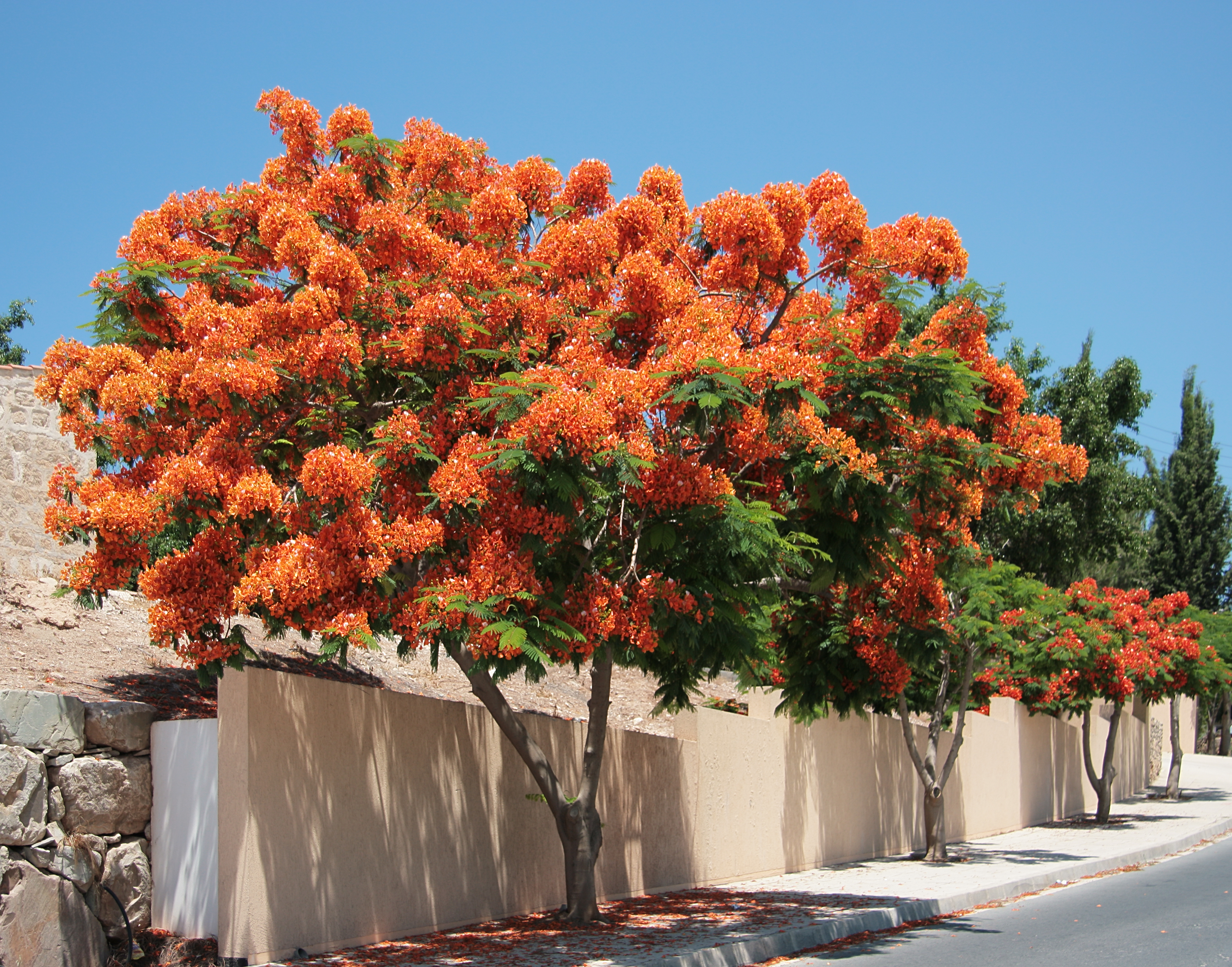
Wianowłostka królewska Delonix regia występuje dziko na Madagaskarze i jest poza tym powszechnie uprawiana

Brezylkowe (Caesalpinioideae) – podrodzina roślin (w dawniejszych systemach też jako rodzina brezylkowate) należąca do rodziny bobowatych (Fabaceae). W XX wieku zwykle jedna z trzech podrodzin w obrębie bobowatych. W miarę poznawania filogenezy bobowatych ujęcie brezylkowych ulega daleko idącym zmianom, bowiem takson okazał się być grupą polifiletyczną. W drugiej dekadzie XXI wieku włączono do tej podrodziny wyodrębniane dotąd mimozowe i w efekcie zalicza się tu 148 rodzajów z około 4,4 tysiąca gatunków.
Należą tu głównie drzewa, krzewy i półkrzewy występujące w strefie tropikalnej i subtropikalnej. Nieliczni przedstawiciele obecni także w ciepłym klimacie umiarkowanym, a w strefie chłodnej jako mrozoodporne rosną tylko glediczja Gleditsia, kłęk Gymnocladus i niektóre gatunki z rodzaju Desmanthus. W Polsce nie występuje dziko żaden przedstawiciel. Nazwa podrodziny pochodzi od rodzaju typowego – brezylka Caesalpinia.

## Morfologia

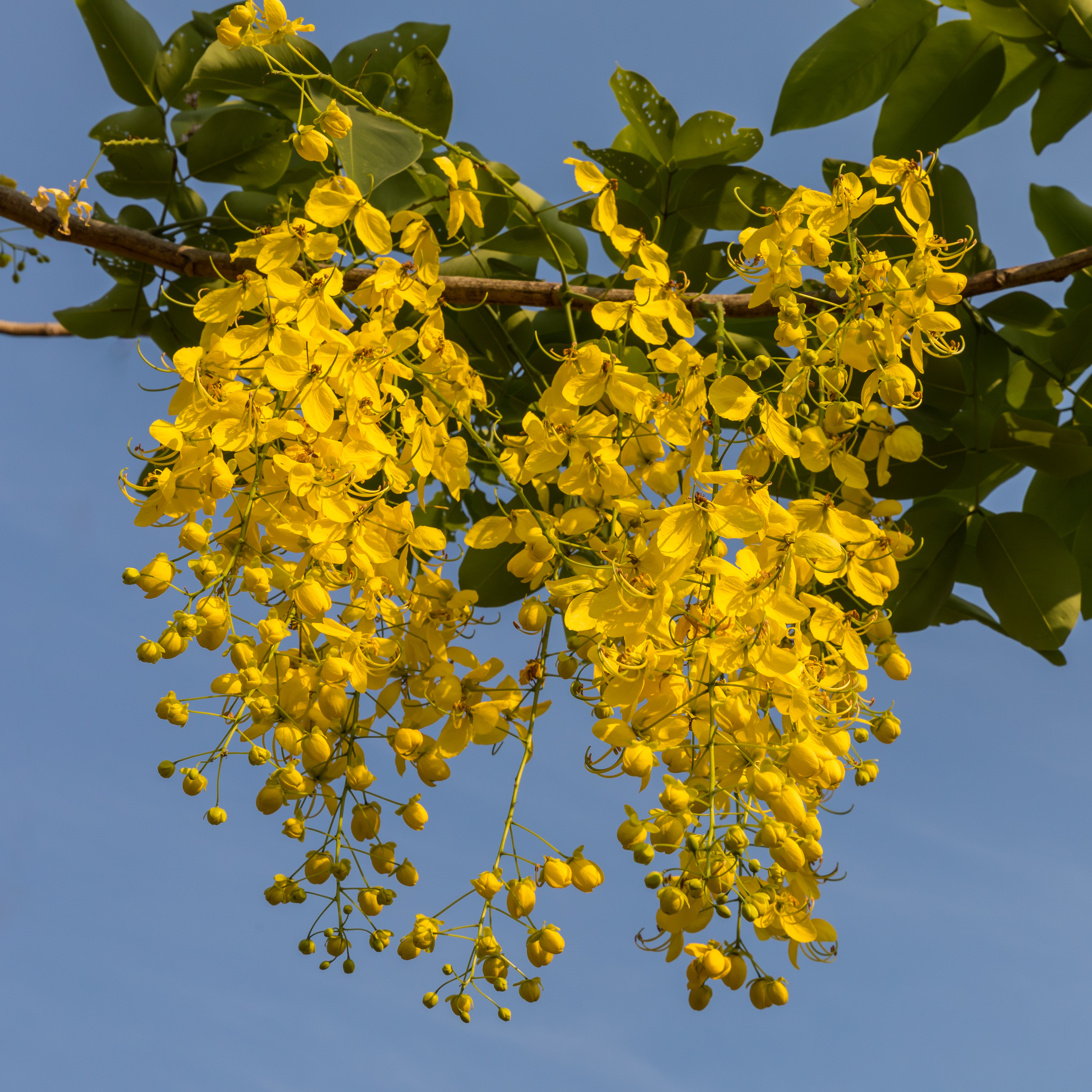
Cassia fistula

PokrójGłównie drzewa, krzewy i pnącza, czasem półkrzewy i rzadko rośliny zielne, wyjątkowo też rośliny wodne. Pędy bywają nieuzbrojone i uzbrojone w ciernie.
LiściePojedynczo lub podwójnie pierzasto złożone, wyjątkowo niepodzielone. Często na ogonkach i osiach liści występują pozakwiatowe miodniki. Przylistki, jeśli obecne (czasem ich brak), to położone bocznie i wolne. Ogonek zwykle poduszeczkowato rozszerzony u nasady. Blaszka liściowa często podwójnie pierzasta, czasem pojedynczo pierzasta lub na jednej roślinie występują liście tak i tak złożone. Najczęściej liście są parzyście złożone, czasem nieparzyście, bardzo rzadko dwulistkowe lub liście zredukowane, a funkcje asymilacyjną pełnią gałęziaki.
KwiatyZwykle obupłciowe. Przysadki często nieobecne lub drobne. Kwiaty zebrane w różne kwiatostany, często kuliste, kłosokształtne, wiechowate, groniaste lub w pęczkach. Kwiaty są zarówno promieniste jak i grzbieciste. Kielich zwykle z 5 wolnych lub zrośniętych działek. Korona kwiatu zwykle także z 5 płatków wolnych lub zrośniętych. Bywają też rośliny o zredukowanym całkiem jednym lub drugim, albo i obu okółkach okwiatu. Pręciki czasem tylko w liczbie 3–5, często liczne (ponad 100), wolne lub zrastające się, czasem zróżnicowane, w tym zmodyfikowane częściowo do prątniczków. Słupek zbudowany zwykle z jednego, rzadko większej liczby owocolistków.
OwoceStrąki jedno lub wielonasienne, cienkie lub grube, często skręcone spiralnie.

## Systematyka
Plemiona Detarieae, Cercideae, Dialineae dawniej zaliczane do brezylkowych wyłączane są obecnie jako najstarsze linie rozwojowe bobowatych (podniesione do rangi podrodzin). Na początku XXI wieku do brezylkowych Caesalpinioideae sensu stricto zaliczano serię linii rozwojowych oddzielonych od wspólnego pnia między powstaniem kladu Umtiza i podrodziny mimozowych Mimosoideae. Później w związku z dowiedzeniem zagnieżdżania wszystkich tych linii (włącznie z tradycyjnie wyodrębnianymi mimozowymi) w obrębie brezylkowych – wszystkie one zostały scalone w tej podrodzinie. Podział na plemiona w obrębie podrodziny nie jest ustalony.
Pozycja systematyczna podrodziny
|  | Detarioideae |
|  |              |
|  | Cercidoideae |
|  |              |

|  | Dialioideae                                                                                     |
|  |                                                                                                 |
|  | \| \| Faboideae – bobowate właściwe \| \| \| \| \| \| Caesalpinioideae – brezylkowe \| \| \| \| |
|  |                                                                                                 |
|  | Faboideae – bobowate właściwe                                                                   |
|  |                                                                                                 |
|  | Caesalpinioideae – brezylkowe                                                                   |
|  |                                                                                                 |

|  | Faboideae – bobowate właściwe |
|  |                               |
|  | Caesalpinioideae – brezylkowe |
|  |                               |

|  | Dialioideae                                                                                     |
|  |                                                                                                 |
|  | \| \| Faboideae – bobowate właściwe \| \| \| \| \| \| Caesalpinioideae – brezylkowe \| \| \| \| |
|  |                                                                                                 |
|  | Faboideae – bobowate właściwe                                                                   |
|  |                                                                                                 |
|  | Caesalpinioideae – brezylkowe                                                                   |
|  |                                                                                                 |

|  | Faboideae – bobowate właściwe |
|  |                               |
|  | Caesalpinioideae – brezylkowe |
|  |                               |

|  | Detarioideae |
|  |              |
|  | Cercidoideae |
|  |              |

|  | Dialioideae                                                                                     |
|  |                                                                                                 |
|  | \| \| Faboideae – bobowate właściwe \| \| \| \| \| \| Caesalpinioideae – brezylkowe \| \| \| \| |
|  |                                                                                                 |
|  | Faboideae – bobowate właściwe                                                                   |
|  |                                                                                                 |
|  | Caesalpinioideae – brezylkowe                                                                   |
|  |                                                                                                 |

|  | Faboideae – bobowate właściwe |
|  |                               |
|  | Caesalpinioideae – brezylkowe |
|  |                               |

|  | Dialioideae                                                                                     |
|  |                                                                                                 |
|  | \| \| Faboideae – bobowate właściwe \| \| \| \| \| \| Caesalpinioideae – brezylkowe \| \| \| \| |
|  |                                                                                                 |
|  | Faboideae – bobowate właściwe                                                                   |
|  |                                                                                                 |
|  | Caesalpinioideae – brezylkowe                                                                   |
|  |                                                                                                 |

|  | Faboideae – bobowate właściwe |
|  |                               |
|  | Caesalpinioideae – brezylkowe |
|  |                               |

Podział podrodziny
Plemię Cassieae Bronn
- Cassia L. – strączyniec
- Chamaecrista Moench
- Senna Miller

Plemię Caesalpinieae Reichenbach

- Arquita E. Gagnon et al.
- Balsamocarpon Clos
- Biancaea Tod.
- Caesalpinia L.  – brezylka
- Cenostigma Tulasne
- Cordeauxia Hemsley
- Coulteria Kunth
- Denisophytum R. Viguier
- Erythrostemon (Hooker) Klotzsch
- Gelrebia E. Gagnon & G. P. Lewis
- Guilandina L.
- Haematoxylum L.  – modrzejec
- Hererolandia E. Gagnon & G. P. Lewis
- Hoffmannseggia Cavanilles
- Hultholia E. Gagnon & G. P. Lewis
- Libidibia (de Candolle) Schlechtendahl
- Lophocarpinia Burkart
- Mezoneuron Desfontaines
- Moullava Adanson
- Paubrasilia E. Gagnon et al.
- Pomaria Cavanilles
- Pterolobium Wight & Arnott
- Stenodrepanum Harms
- Stuhlmannia Taub.
- Tara Molina
- Zuccagnia Cavanilles

Grupa mimozowych (= Mimosoideae de Candolle)

- Abarema Pittier
- Acacia Miller  – akacja
- Acaciella Britton & Rose
- Adenanthera L. – gruczołkowiec[7]
- Adenopodia C. Presl
- Afrocalliandra E. R. Souza & L. P. de Queiro
- Alantsilodendron Villiers
- Albizia Durazz.  – albicja
- Amblygonocarpus Harms
- Anadenanthera Spegazzini
- Archidendron F. Mueller
- Archidendropsis I. C. Nielsen
- Aubrevillea Pellegrin
- Balizia Barneby & Grimes
- Blanchetiodendron Barneby & Grimes
- Calliandra Bentham  – kaliandra[7]
- Calliandropsis H. M. Hern. & Guinet
- Calpocalyx Harms
- Cathormion (Bentham) Hasskarl
- Cedrelinga Ducke
- Chidlowia Hoyle
- Cojoba Britton & Rose
- Cylicodiscus Harms
- Desmanthus Willdenow
- Dichrostachys (A. de Candolle) Wight & Arno
- Ebenopsis Britton & Rose
- Elephantorrhiza Bentham
- Entada Adanson  – osmoka
- Enterolobium Martius
- Faidherbia A. Chevalier
- Falcataria (I. C. Neilsen) Barneby & Gri
- Fillaeopsis Harms
- Gagnebina de Candolle
- Havardia Small
- Hesperalbizia Barneby & Grimes
- Hydrochorea Barneby & Grimes
- Indopiptadenia Brenan
- Inga Miller
- Kanaloa Lorence & K. R. Wood
- Lachesiodendron P. G. Ribeiro et al.
- Lemurodendron Villiers
- Leucaena Bentham
- Leucochloron Barneby & Grimes
- Lysiloma Bentham
- Macrosamanea Britton & Killip
- Mariosousa Seigler & Ebinger
- Microlobius C. Presl
- Mimosa L.  – mimoza
- Mimozyganthus Burkart
- Neptunia Loureiro
- Newtonia Baillon
- Painteria Britton & Rose
- Parapiptadenia Brenan
- Pararchidendron I. C. Nielsen
- Parasenegalia Seigler & Ebinger
- Paraserianthes I. C. Nielsen
- Parkia R. Brown
- Pentaclethra Bentham
- Piptadenia Bentham  – piptadenia[7]
- Piptadeniastrum Brenan
- Piptadeniopsis Burkart
- Pithecellobium Martius
- Pityrocarpa Britton & Rose
- Plathymenia Bentham
- Prosopidastrum Burkart
- Prosopis L.  – jadłoszyn
- Pseudopiptadenia Rauschert
- Pseudoprosopis Harms
- Pseudosamanea Harms
- Pseudosenegalia Seigler & Ebinger
- Samanea (Bentham) Merrill
- Sanjappa E. R. de Souza & Krishnaraj
- Schleinitzia Nevling & Niezgoda
- Senegalia Rafinesque
- Serianthes Bentham
- Senegalia Rafinesque
- Serianthes Bentham
- Sphinga Barneby & Grimes
- Stryphnodendron Martius
- Tetrapleura Bentham
- Thailentadopsis Kostermans
- Vachellia Wight & Arnott
- Viguieranthus Villiers
- Wallaceodendron Koorders
- Xerocladia Harvey
- Xylia Bentham
- Zapoteca H. M. Hern.
- Zygia P. Browne

Grupa Peltophorum
- Bussea Harms
- Conzattia Rose
- Delonix Rafinesque – wianowłostka
- Parkinsonia L.
- Peltophorum (Vogel) Bentham – peltoforum
- Schizolobium Vogel

Incertae sedis:

- Acrocarpus Wight & Arnott
- Arapatiella Rizzini & A. Mattos
- Arcoa Urban
- Batesia Bentham & J. D. Hooker
- Burkea Hooker
- Campsiandra Bentham
- Ceratonia L.  – szarańczyn
- Dimorphandra Schott
- Dinizia Ducke
- Diptychandra Tulasne
- Erythrophleum G. Don
- Gleditsia L.  – glediczja
- Gymnocladus Lamarck  – kłęk
- Heteroflorum M. Sousa
- Jacqueshuberia Ducke
- Melanoxylon Schott
- Moldenhawera Schrader
- Mora Bentham
- Pachyelasma Harms
- Pterogyne Tulasne
- Recordoxylon Ducke
- Schizolobium Vogel
- Stachyothyrsus Harms
- Sympetalandra Stapf
- Tachigali Aublet
- Tetrapterocarpon Humbert
- Umtiza Sim
- Vouacapoua Aublet